# Valentin Maler

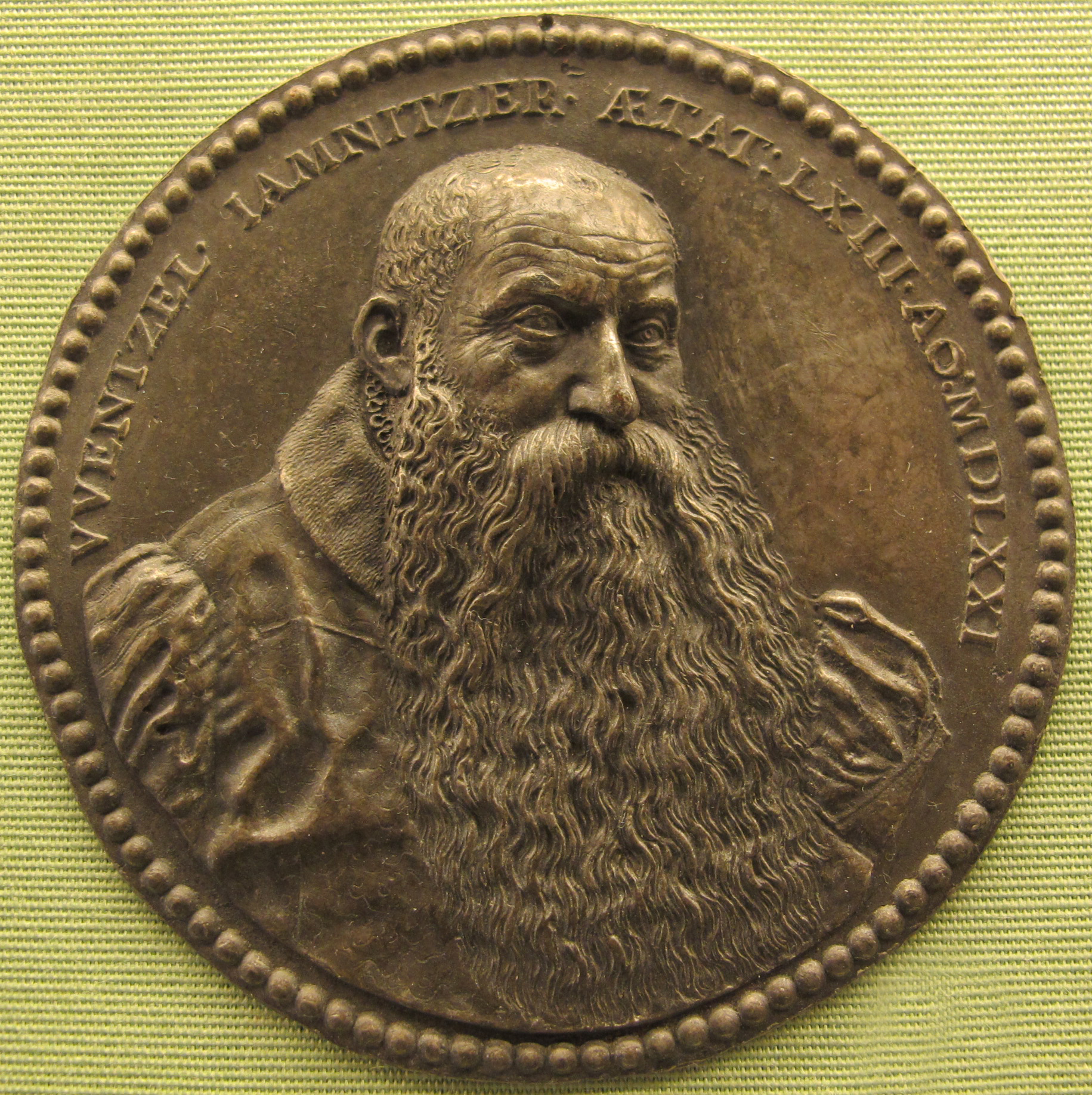
Malers Porträt-Medaille Wenzel Jamnitzer, seines Schwiegervaters (1571)

Valentin Maler (Signum V.M., V M ·C·PRI·C·; V.M. CVM PRIVILE. CAES.; * um 1540 in Iglau (Mähren); † 1603 in Nürnberg) war ein deutscher Medailleur der späten Renaissance.

## Leben

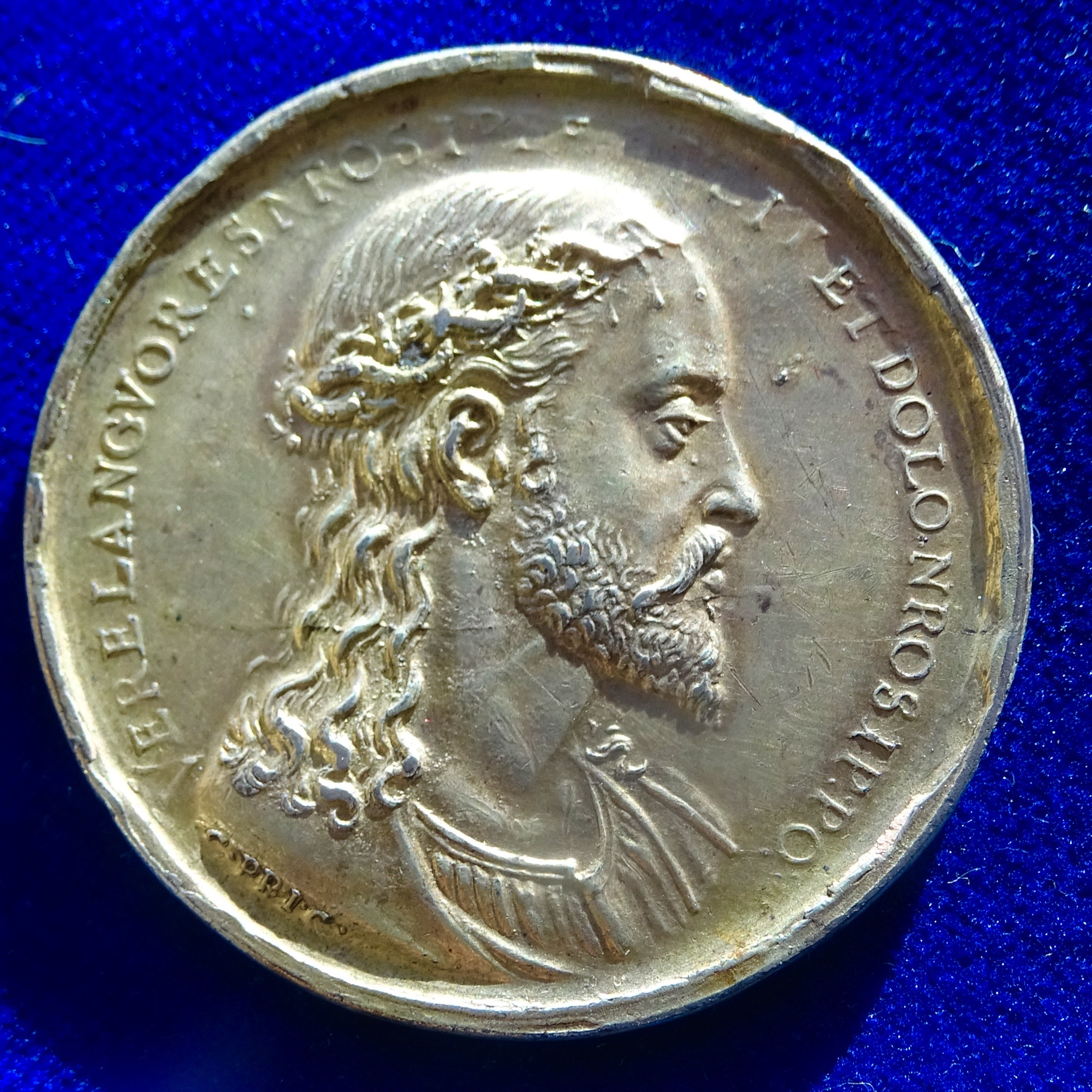
Nürnberg 16. Jahrhundert, Jesus Christus mit der Dornenkrone auf einer Hochzeitsmedaille von Valentin Maler

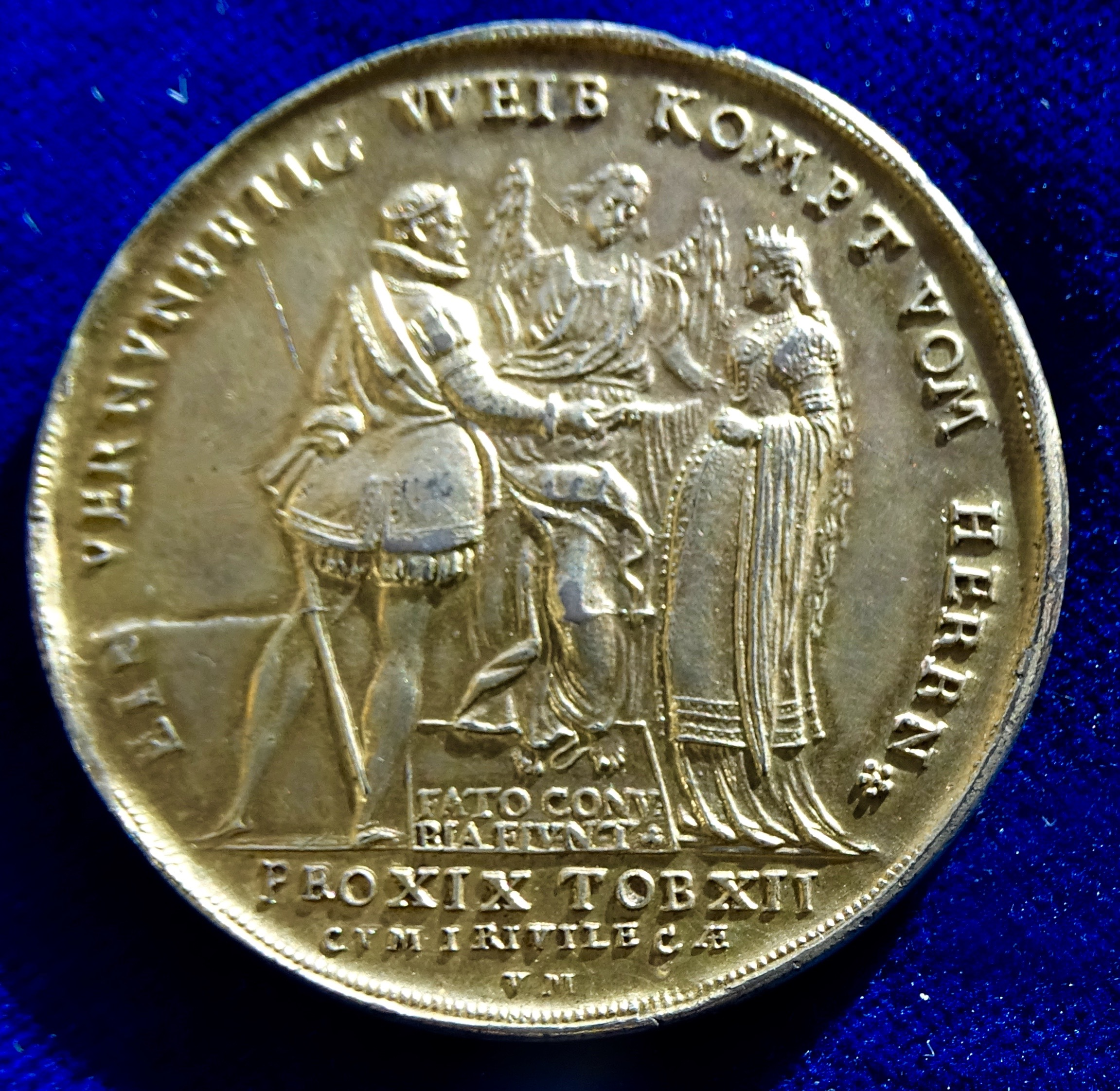
Die Rückseite dieser religiösen Ehemedaille

Maler wurde vermutlich in Joachimsthal in Böhmen ausgebildet, bevor er über Prag, Wien und Ortenburg bei Passau 1567 nach Nürnberg kam. Dort erhielt er bereits 1569 auf Fürsprache Wenzel Jamnitzers das Bürgerrecht und heiratete dessen Tochter Maria.
Danach lebte Valentin Maler vor seiner Rückkehr nach Nürnberg in Dresden und Schlesien.
Sein Sohn Christian Maler, in Nürnberg 1584 geboren, wurde von ihm als Goldschmied und Medailleur ausgebildet.

## Wirken
In Joachimsthal arbeitete Valentin Maler als Münzgraveur. 1567 entstanden seine ersten Arbeiten in Nürnberg und bereits 1569 wurde er Meister durch Ratserlass.
Seine Stärke waren Porträtmedaillen, die er in großer Zahl schuf, auch außerhalb Nürnbergs. Die früheren Gussmedaillen sind oft mit seinem Monogramm VM signiert. Seine späteren Medaillen sind geprägt und durch kaiserliches Privileg geschützt.